# Envoy of Lucifer
Envoy of lucifer är ett musikalbum av det svenska black metal-bandet Nifelheim som gavs ut 17 november 2007.

## Låtlista
1. Infernal Flame of Destruction - 4:15
2. Evocation of the end - 2:18
3. Gates of Damnation - 4:32
4. Claws of Death - 5:02
5. Storm of the Reaper - 4:16
6. Envoy of Lucifer - 3:27
7. Evil Is Eternal - 4:00
8. Raging Flames - 4:18
9. Belial's Prey - 4:24
10. No More Life - 7:34

## Banduppsättning
- Hellbutcher (Per "Pelle" Gustavsson) - sång
- Tyrant (Erik Gustavsson) - gitarr/bas
- Vengeance from Beyond (Sebastian Ramstedt) - sologitarr
- Apocalyptic Desolator (Johan Borgebäck) - rytmgitarr
- Insulter of Jesus Christ! (Peter Stjärnvind) - trummor